# Bernard Saint-Jours
Bernard Saint-Jours, né le 9 juin 1844 à Vieux-Boucau-les-Bains et mort le 7 mai 1938 dans la même ville, est un douanier, historien et géographe français.
Né sur la Côte d'Argent dans une famille de douaniers, il s’engage à dix-huit ans dans les douanes. Il est successivement en poste dans les Landes, les Pyrénées-Atlantiques, en Haute-Savoie, dans le Doubs, à nouveau dans les Pyrénées-Atlantiques puis en Gironde. Il est brigadier de 1871 à 1877 puis capitaine de 1877 à sa retraite en 1904. De 1886 à 1938, il est le principal contributeur du Manuel des brigades des douanes, plus tard surnommé « le Saint-Jours ».
À partir de la fin des années 1890, il se consacre à l’étude de la Côte d’Argent, notamment sa géographie, son histoire et sa géologie. Il est le partisan d’une thèse, réfutée par des travaux postérieurs, selon laquelle le littoral aquitain est immobile, en opposition avec la théorie dominante selon laquelle la mer empiète sur les terres. En défendant sa théorie, il s’oppose à Pierre Buffault et Bertrand Peynau. Il est membre de la Société de Borda et de l’Académie nationale des sciences, belles-lettres et arts de Bordeaux.

## Biographie

### Famille et jeunesse
Bernard Saint-Jours nait à Vieux-Boucau-les-Bains le 9 juin 1844,. Son grand-père (né en 1773 à Linxe) et son père (né en 1804 à Vielle-Saint-Girons) sont brigadiers dans les douanes, le premier à Vielle-Saint-Girons, le second à Vieux-Boucau. Sur la côte landaise, ils luttent contre les trafics venant d’Espagne de produits tels que le sel, le tabac, les allumettes et les épices, ils portent secours aux naufragés et protègent les épaves des pilleurs. Il suit une instruction primaire.

### Carrière dans les douanes
Il entre dans les douanes le 1er janvier 1863 en tant que demi-soldier à Seignosse. En 1865, il est titularisé et muté à Urrugne. Le 1er octobre 1868, il devient sous-brigadier à Évires, en Haute-Savoie. Une nuit, il arrête une charrette chargée de  20 kilogrammes de bonbons et de sucre. Dans le même département, il est muté à Mésigny le 1er août 1869. Au début de la guerre franco-allemande, le 16 août 1870, il est intégré à la 1re compagnie du 1er bataillon douanier à Paris. Lors de la démobilisation, il passe 8 jours de permission dans sa ville natale, puis rejoint Mésigny le 5 avril 1871. Il participe à l'arrestation de deux hommes en mai 1871. Le 1er juillet 1871, il est promu brigadier et muté aux Pratz, puis muté aux Chapieux le 1er janvier 1872 et enfin à Menthonnex-en-Bornes 9 mois plus tard. Le 24 mars 1874, il arrête trois contrebandiers et saisit huit ballots de tabac à lui seul. Son dernier poste en Savoie se situe à Modane, où il demeure un an et demi à partir du 1er décembre 1874. 
Il est ensuite muté au Russey, où il est promu capitaine le 1er janvier 1877. Il reste à ce poste pendant quatre ans. Fatigué par les conditions météorologique et la quantité de travail, il demande sa mutation le 5 avril 1881. Il obtient gain de cause le 1er août de la même année, lorsqu’il est muté à Saint-Jean-Pied-de-Port pour gérer le trafic de bétail à la frontière espagnole. Il est blessé le 12 novembre 1884, alors qu’il tentait d’arrêter un trafiquant d’alcool. Peut être à cause de cet incident, le 18 décembre 1884, il demande à être muté dans un poste moins mouvementé. Il demande un poste à Bayonne, mais obtient, le 1er janvier 1888, la capitainerie de Bordeaux. Dès septembre, il est proposé à la promotion pour ses aptitudes militaires et l’ardeur et le zèle qu’il met à sa tâche. Cette promotion n’arrive jamais, mais, en mai 1896, il est nommé membre d’une « commission chargée de l’étude d’un programme pour l’admission aux grades de sous-brigadier et de brigadier, ainsi que d’un règlement sur la discipline et les récompenses des brigades ». Lorsqu’il fait valoir ses droits à la retraite, le 1er janvier 1904, il est décrit comme un « fonctionnaire consciencieux, rigide mais juste et bon ».  

### LeManuel des Brigades des Douanes
Il contribue à la quatrième édition du Manuel des Brigades des Douanes parue en 1886 à l’initiative de Joseph Roux, douanier qu’il avait côtoyé à Seyssel puis pendant la guerre de 1870, et qui avait créé le manuel en 1858. Bernard Saint-Jours est l’unique auteur de la cinquième édition, parue en 1894. À compter de cette date, le manuel est nommé « le Saint-Jours » par les douaniers. À partir de la sixième édition (1898), il s’éloigne de l’ouvrage original de Joseph Roux, augmentant sans cesse son volume, y ajoutant des développements et des références historiques. Lors de l’écriture de l’édition suivante (1907), il choisit de confier l’édition du manuel à la librairie bordelaise Arnaud. Il cède en 1914 le manuel à la librairie poitevine Oudin, mais continue à en être le principal auteur jusqu’à l’édition de 1921, puis un des collaborateurs pour les quatre éditions suivantes, de 1926 à 1938.  

### Historien et géographe

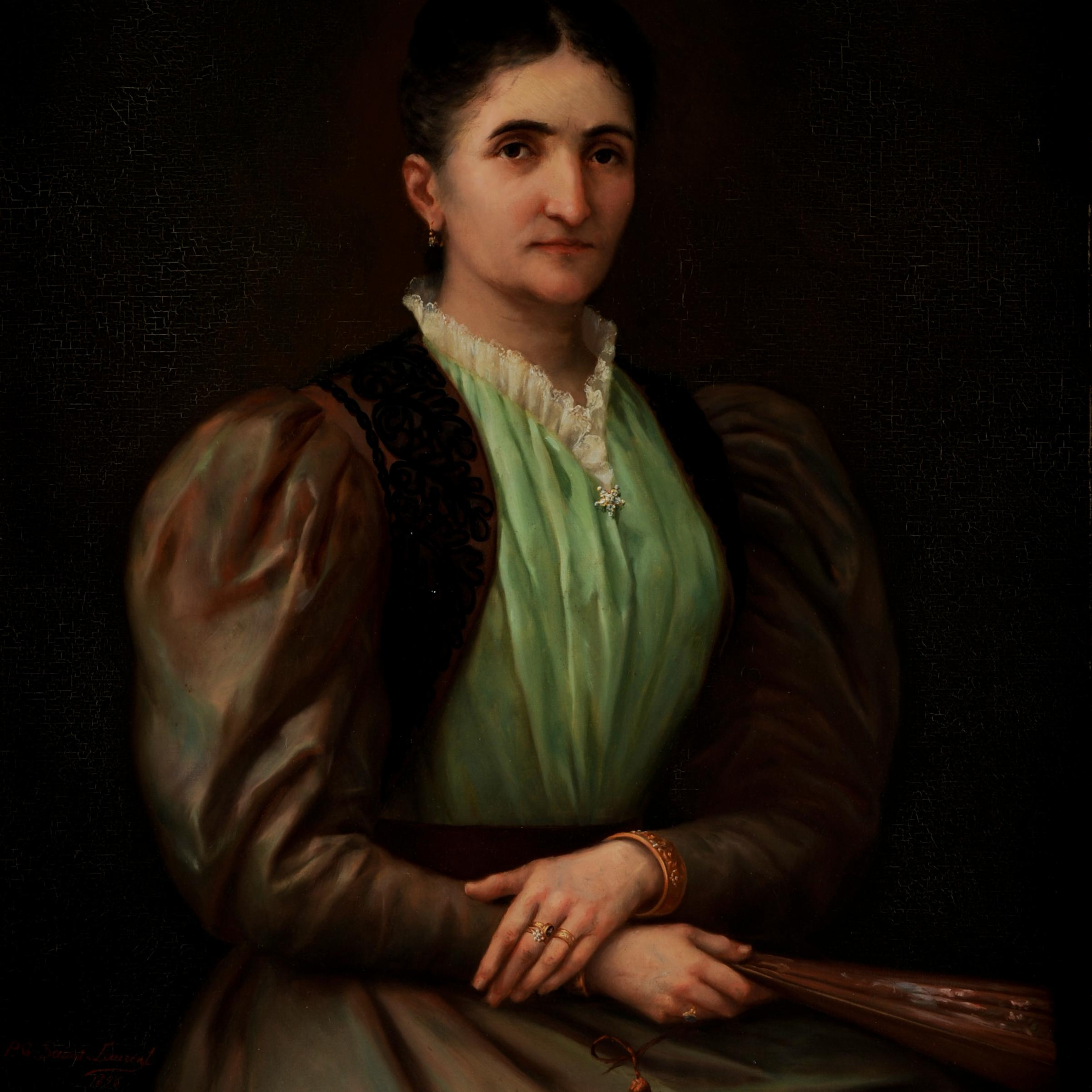
Portrait d'Elvina Saint-Jours, huile sur toile de P.G. Saint-Laurent (1896).

Dans la fin des années 1890, il s'attèle à la rédaction d'une histoire de Vieux-Boucau, en s'inspirant d'un autre douanier, Joseph Marie Bartro, auteur d'une histoire de Capbreton. Le 11 juillet 1912, il candidate pour remplacer Raymond Céleste à son siège de l'Académie nationale des sciences, belles-lettres et arts de Bordeaux. Parrainé par l'historien Camille Jullian, l'historien et archiviste Jean-Auguste Brutails et le biochimiste et agronome Ulysse Gayon (qui travaillait en 1875 au laboratoire des douanes de Bordeaux), il est élu le 25 juillet à l'unanimité. Il est reçu le 24 octobre lors d'une séance présidée par l'écrivain Paul Courteault, et devient secrétaire adjoint en 1913. Il est également membre de la Société de Borda.
Il s’intéresse à la géographie historique de la Côte d'Argent, de ses dunes, de l’Adour et plus généralement de la Gascogne maritime à partir de 1900, année où il publie un ouvrage intitulé Port d’Albret (Vieux-Boucau), l’Adour ancien et le littoral des Landes, qui lui offre les encouragements de Camille Jullian. La majorité son œuvre est centrée sur la Gascogne maritime, de Soulac-sur-Mer à l’Adour, mais il publie néanmoins une biographie de Pierre-Victor Barbier (1904), une monographie sur la bastide de Geaune (1909), une étude de la population bordelaise depuis le XVIe siècle (1912) et des réflexions sur les saisons (1926). Il étudie également l'archéologie et la géologie. Un de ses principaux sujets d'étude est l'anse du Gurp, en collaboration avec Hiribarn. Il travaille également avec François Cétran. 
Il développe une théorie selon laquelle le littoral Gascon a toujours été le même, en s'appuyant sur des recherches océanographiques, forestières, géologiques, archéologiques et historiques. Pour lui, contrairement à la pensée dominante, le littoral Gascon ne s'affaisse pas, la mer n'empiète pas sur les terres en refoulant les sables, les dunes sont anciennes, les grands lacs landais n'ont jamais été des baies ouvertes, Cordouan n'a jamais été relié au Médoc, le littoral n'a pas changé depuis l'antiquité, le port disparu d'Anchises est un mythe, et la ville antique de Noviomagus n'est pas située à Soulac. La majorité de ces théories dites « fixistes » sont aujourd'hui rejetées par la communauté scientifique, ce qui explique en partie l'oubli de Saint-Jours. 
À partir de 1924, il est au cœur d'une vive polémique qui l'oppose au conservateur des eaux et forêts Pierre Buffault, lorsqu'il écrit, dans le Larousse mensuel illustré, en s'appuyant sur l'exemple, déjà publié dans sa brochure La marche envahissante des dunes (1906), de paroisses, dont celle de Lège, qui avaient été déplacées par « la menace d’envahissement des sables ». Face à cette remise en cause de sa théorie, Saint-Jours rédige un plaidoyer intitulé Les dunes du littoral gascon, dans lequel il contredit les arguments de Buffault, qui répond en plaçant dans les actes de l'Académie Les dunes du littoral gascon – Réponse à un plaidoyer (1928). Saint-Jours riposte avec La mer et les dunes n’empiétaient pas : leur état passé et présent (1930) et Nos populations n’ont pas eu à fuir devant les sables (1932). Il obtient le soutien de plusieurs auteurs dont René Cuzacq et publia encore sur le sujet depuis sa retraite de Vieux-Boucau. Cette polémique avec Buffault et une autre avec docteur Bertrand Peynau s'entretiennent jusqu'à sa mort dans son village natal, le 7 mai 1938. 

## Distinctions
- Chevalier de la Légion d'honneur (30 décembre 1895)[8].

## Postérité
À sa mort, l’Académie de Bordeaux lui rend hommage, et attribue jusqu'en 1955 le prix Elvina Saint-Jours, du nom de son épouse. Le Manuel des Brigades des Douanes est surnommé « le Saint-Jours » par les douaniers. L’huile sur toile de P. G. Saint-Laurent intitulée Portait du Capitaine Saint-Jours (1896) fait partie des « incontournables » du musée national des Douanes. Deux voies de Vieux-Boucau-les-Bains portent son nom : la « rue du Capitaine Saint-Jours » et le « passage Saint-Jours ».

## Publications
- Il n'existait pas de baies ouvertes en Gascogne, les dunes n'empiétaient pas, Paris, Imprimerie nationale, 1904, 16 p. (présentation en ligne, lire en ligne)
- La Bastide de Geaune en Tursan, Bordeaux, Arnaud, 1910, 296 p. (présentation en ligne, lire en ligne)
- Le Littoral gascon, Bordeaux, Gounouilhou, 1921, 419 p. (présentation en ligne, lire en ligne)
- La Propriété des dunes du littoral gascon, Dax, Labèque, 1924, 84 p. (présentation en ligne, lire en ligne)
- La propriété des Dunes de la commune du Vieux-Boucau, Bordeaux, Gounouilhou, 1925, 21 p. (présentation en ligne, lire en ligne)
- La propriété des dunes et le jugement du 1er décembre 1930, Mont-de-Marsan, Lacoste, 1931, 11 p. (présentation en ligne, lire en ligne)
- Les gaillouneys ne sont pas érodés par la mer, Arcachon, Montagné, 1935, 8 p. (présentation en ligne, lire en ligne)
- Comment le Docteur Bertrand Peyneau dénature et denigre le Gurp et aussi la côte, Bordeaux, Gounouilhou, 1930, 15 p. (présentation en ligne, lire en ligne)